# HAT-P-11b
HAT-P-11b (hoặc Kepler-3b) là một hành tinh ngoài hệ mặt trời quay trên quỹ đạo quanh sao lùn cam HAT-P-11. Phát hiện ra nó là của một nhóm thuộc Dự án HATNet dựa theo phương pháp quá cảnh, được gửi để công bố ngày 2 tháng 1 năm 2009.
Hành tinh này cách Trái Đất khoảng 123 năm ánh sáng (38 pc) trong chòm sao Thiên Nga.

## Phát hiện
Ban đầu, nhóm Dự án HATNet đã phát hiện quá cảnh của HAT-P-11b từ phân tích 11.470 hình ảnh được các kính viễn vọng HAT-6 và HAT-9 chụp vào năm 2004 và 2005. Hành tinh này đã được xác nhận bằng cách sử dụng 50 đo đạc vận tốc xuyên tâm được thực hiện bằng quang phổ kế vận tốc xuyên tâm HIRES tại Đài quan sát W. M. Keck.
Vào thời điểm phát hiện ra nó, HAT-P-11b là ngoại hành tinh quá cảnh có bán kính nhỏ nhất được phát hiện bằng một tìm kiếm quá cảnh trên mặt đất, cũng như là một trong ba hành tinh quá cảnh đã biết trước đây trong phạm vi quan sát ban đầu của tàu vũ trụ Kepler.
Có một xu hướng tuyến tính trong vận tốc xuyên tâm cho thấy khả năng của một hành tinh khác trong hệ thống. Hành tinh HAT-P-11c đã được xác nhận vào năm 2018.

## Đặc điểm
Hành tinh này quay trên quỹ đạo có cùng khoảng cách từ ngôi sao chủ HAT-P-11, giống như 51 Pegasi b từ 51 Pegasi, điển hình của các hành tinh quá cảnh. Tuy nhiên, quỹ đạo của hành tinh này là lệch tâm, vào khoảng 0,198, cao bất thường đối với các Sao Hải Vương nóng. Quỹ đạo của HAT-P-11b cũng rất nghiêng, với độ nghiêng khoảng 103+26
−10° so với sự tự quay của ngôi sao.
Hành tinh này phù hợp với các mô hình cho các nguyên tố nặng 90%. Nhiệt độ biểu kiến là 878 ± 15K. Nhiệt độ thực tế phải chờ tính toán từ quá cảnh kế tiếp.
Vào ngày 24 tháng 9 năm 2014, NASA đã báo cáo rằng HAT-P-11b là ngoại hành tinh có kích thước cỡ Sao Hải Vương đầu tiên được biết là có bầu khí quyển không mây cũng như các phân tử như hơi nước, được tìm thấy trên như một ngoại hành tinh tương đối nhỏ như vậy. Năm 2009, các nhà thiên văn học Pháp đã quan sát những gì được cho là tín hiệu vô tuyến yếu đến từ hành tinh ngoài hệ Mặt Trời. Năm 2016, các nhà khoa học từ Đại học St. Andrews đã giải quyết bí ẩn này. Họ giả định rằng tín hiệu này là có thật và đến từ hành tinh này và điều tra xem liệu nó có thể được tạo ra bởi sét trên HAT-P-11b hay không. Giả sử rằng vật lý cơ bản của sét là giống như đối với tất cả các hành tinh thuộc hệ Mặt Trời, như Trái Đất và Sao Thổ, cũng như trên HAT-P-11b, các nhà nghiên cứu đã phát hiện ra rằng  3,8 × 106 tia sét có cường độ mạnh như trên Sao Thổ trên mỗi km² trong 1 giờ có thể giải thích cho tín hiệu vô tuyến đã quan sát thấy từ HAT-P-11b. Cơn dông tố này sẽ rất lớn đến nỗi những trận dông tố lớn nhất trên Trái Đất hoặc Sao Thổ chỉ tạo ra <1% cường độ của tín hiệu đến từ hành tinh này.